# 野田俊一郎
野田 俊一郎（のだ しゅんいちろう、1975年（昭和50年）5月31日- ）は、ウェザーニューズ所属社員で、宮崎放送の気象予報士・ラジオパーソナリティ。山口県宇部市出身。
広島カープファン。自宅でパキラを育てている。

## 現在の出演番組
すべて宮崎放送の制作番組である。

### テレビ
- Check!（2021年3月29日-）

### ラジオ
- フレッシュAM!もぎたてラジオ（月曜 - 金曜）
- GO!GO!ワイド （月曜 - 金曜）

## 過去の出演番組
- MRTイブニングニュース
- MRT THE NEWS
- モーニングてらす!
- MRTニュース Next（月曜 - 金曜）

なお、天気予報はMRT miccの正面玄関から行っていた。